# Archidiocèse de Salzbourg
Ne doit pas être confondu avec Principauté archiépiscopale de Salzbourg.
L'archidiocèse de Salzbourg (en allemand : Erzbistum Salzburg) est un archidiocèse métropolitain de l'Église catholique en Autriche. Il fut créé comme diocèse en 739 et élevé au rang d'archidiocèse le 20 avril 798. Son nom latin est Archidioecesis Salisburgensis.
L'archevêché est situé à la cathédrale Saint-Rupert de Salzbourg, et son autorité s'exerce notamment sur le land de Salzbourg et le nord-est du Tyrol. La province ecclésiastique de Salzbourg a pour suffragants les diocèses de Feldkirch, Graz-Seckau, Gurk et Innsbruck, couvrant ainsi l'ouest et le sud de l'Autriche. Le titulaire actuel de l'archidiocèse est Mgr Franz Lackner o.f.m, il a pour évêque auxiliaire Mgr Hansjörg Hofer. 
Au XIIIe siècle, les archevêques obtinrent le titre de prince et l'immédiateté impériale comme seigneurs de la principauté épiscopale de Salzbourg. Même après la sécularisation par le Recès d'Empire en 1803, ils ont continué à porter le titre de prince-archevêque jusqu'en 1951. Traditionnellement, l'archevêque de Salzbourg porte également le titre de primat de Germanie.

## Histoire

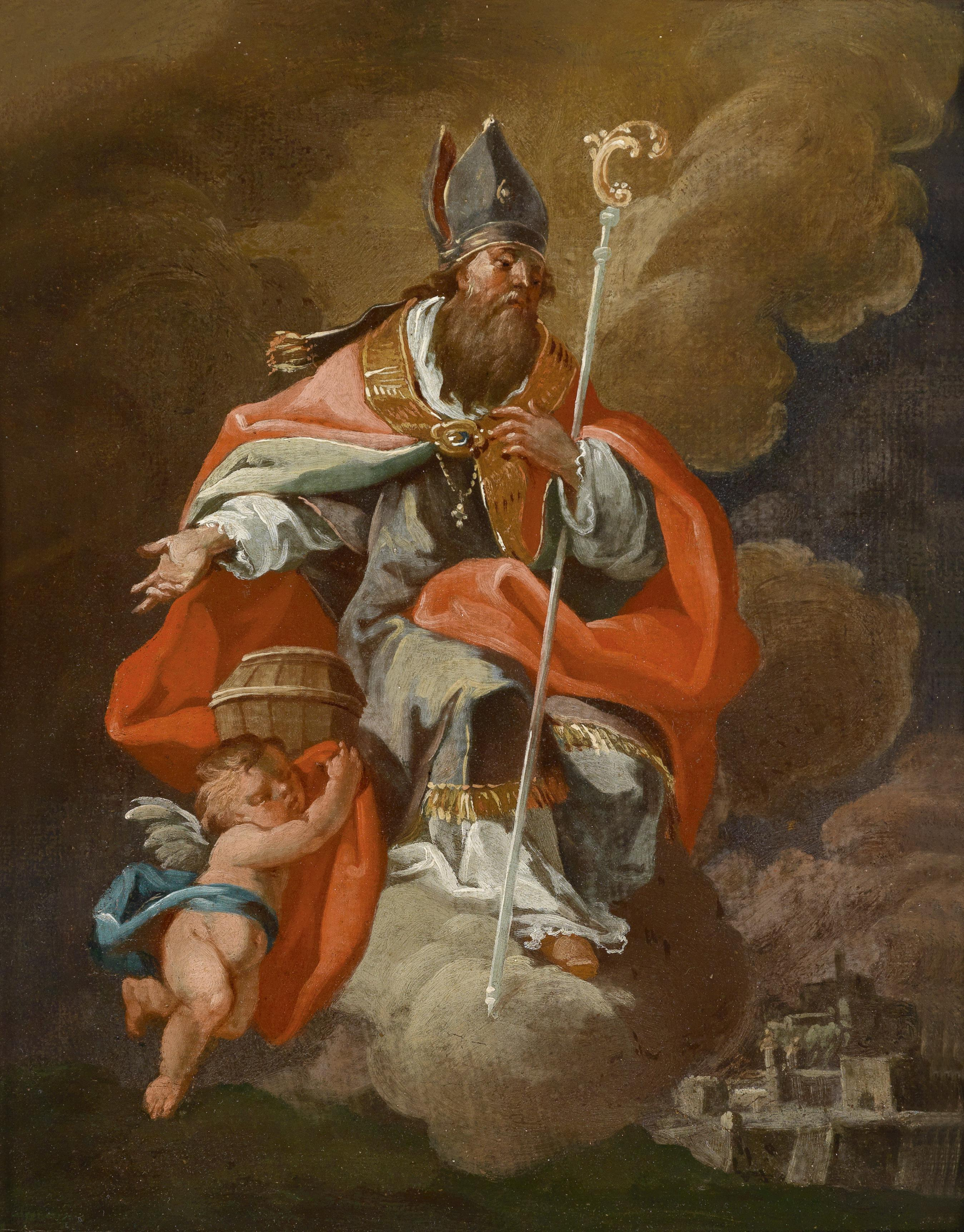
L'apothéose de Saint Rupert, peinture de l'école de Paul Troger (XVIIIe siècle).

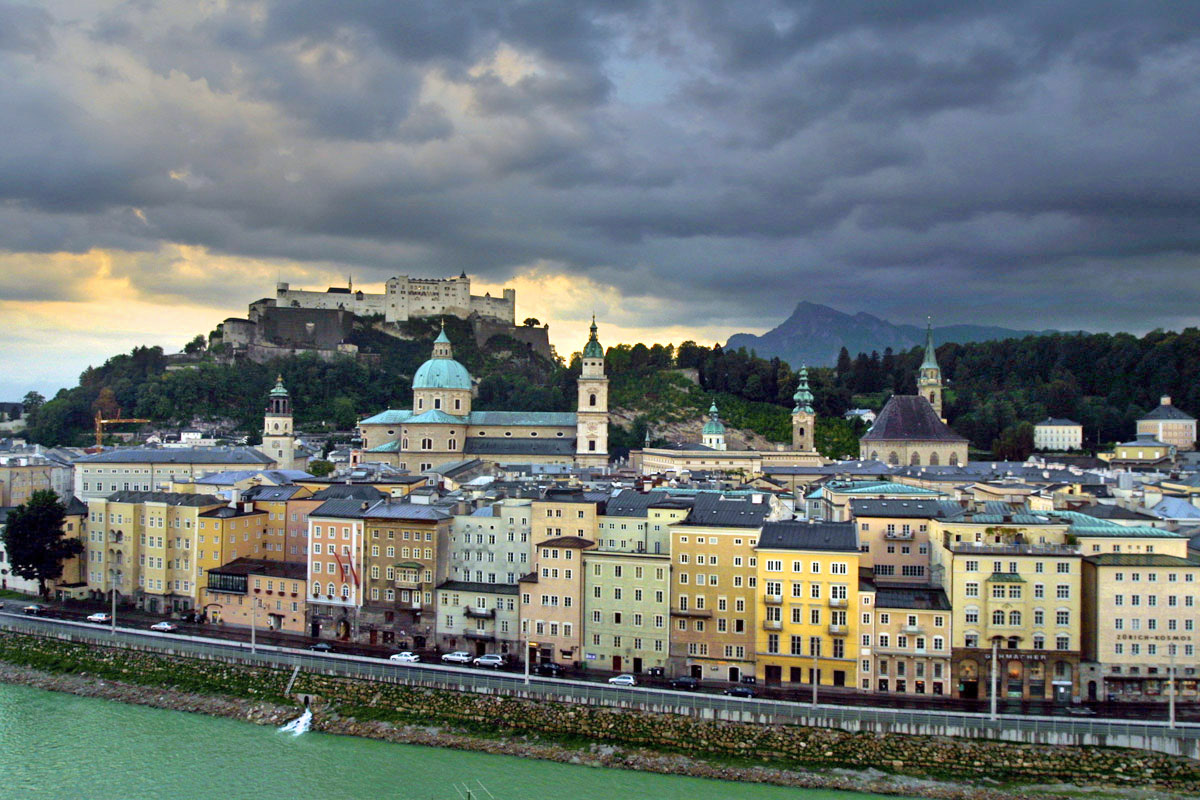
Vue sur le centre historique de Salzbourg et la forteresse.

Selon l'hagiographie sur la vie de saint Séverin, écrite par le moine Eugippe, une communauté chrétienne avait déjà existé à la cité de Iuvavum dans la province romaine de Norique depuis la fin de l'Antiquité. La région fut dévastée pendant les invasions barbares; néanmoins, vers l'an 696, le premier évêque Rupert de Salzbourg fait construire une nouvelle église abbatiale sur les ruines, dédiée à l'apôtre Pierre. L'abbaye bénédictine de Saint-Pierre, suivie du couvent de Nonnberg avoisinant, est le plus ancien monastère qui existe toujours dans les pays germanophones. À partir du collège des prêtres se développa le chapitre de chanoines.

### Création
L'archevêque Boniface de Mayence s'est assuré la création du diocèse de Salzbourg par le pape en 739. L'évêque Virgile (mort en 784), un natif d'Irlande, fit construire la première cathédrale de Salzbourg où sont enterrées les reliques de Rupert. Le pape Léon III a finalement élevé l'évêché en archidiocèse en 798, à la demande de Charlemagne, de sorte que les évêchés bavarois de Freising (Frisingue), de Neuburg, de Passau, Ratisbonne et de Säben (Brixen) se trouvent sous l’autorité du premier archevêque Arn de Salzbourg. 
Au départ de Salzbourg, les pays de la Bavière, incluant l'actuel Tyrol, le margraviat d'Autriche et la marche de Carantanie au sud-est de la Francie orientale, ont été christianisés et de nombreux églises et monastères furent érigés. Au Sud et à l'Est, le territoire de l'archidiocèse s'étendait jusqu'au patriarcat d'Aquilée (le long de la Drave) et à l'archidiocèse d'Esztergom (Gran) en Hongrie. 
Un nouveau diocèse suffragant fut érigé à Gurk en Carinthie en 1072. Pendant la querelle des Investitures au XIe siècle, les archevêques prirent parti pour le pape. Leur territoire a été ensuite dévasté à plusieurs reprises par les troupes du roi Henri IV. À la protection de l'archevêché, la forteresse de Hohensalzburg a été construite à partir de 1077
En 1166, l'empereur Frédéric Barberousse, après l'élection de l'antipape impérial Pascal III, a imposé la mise au ban à l'encontre de l'archevêque de Salzbourg en refusant de le reconnaître. L'année suivante, la cathédrale a été entièrement dévastée par un incendie. Après la défaite de l'empereur à la bataille de Legnano, l'archevêque Conrad III de Wittelsbach pouvait conclure la paix en 1177 et entama la reconstruction de son siège.
Bien que défenseur de la dynastie rivale des Hohenstaufen, l'archevêque Eberhard II von Truchsees (Eberhard de Regensberg), nommé Pater patriae, est fait prince du Saint-Empire par l'empereur Otton IV de la maison Welf en 1213. L'archidiocèse est alors gouverné par des princes-archevêques. Eberhard a également créé les nouveaux évêchés de Chiemsee (en 1215), de Seckau (en 1218) et de Lavant (en 1228). Les archevêques avaient le droit d'imposer l'anathème et de nommer les évêques des diocèses suffragants. Encore au premier concile œcuménique du Vatican en 1869, le pape Pie IX a salué l'archevêque Maximilian Joseph von Tarnóczy en disant : « Voici il vient, le demi-pape! »

### Pouvoir spirituel et temporel
Le développement de l'archevêché en un État immédiat (Erzstift) du Saint-Empire romain était à terme en 1328. Selon la matricule d'Empire, arrêtée à la diète de Worms en 1521, il était l'un des sept États ecclésiastiques au rang de princes-archevêques : Cologne, Mayence et Trèves, qui sont simultanément princes-électeurs, ainsi que Besançon (Bisantz), Brême, Magdebourg et Salzbourg. 

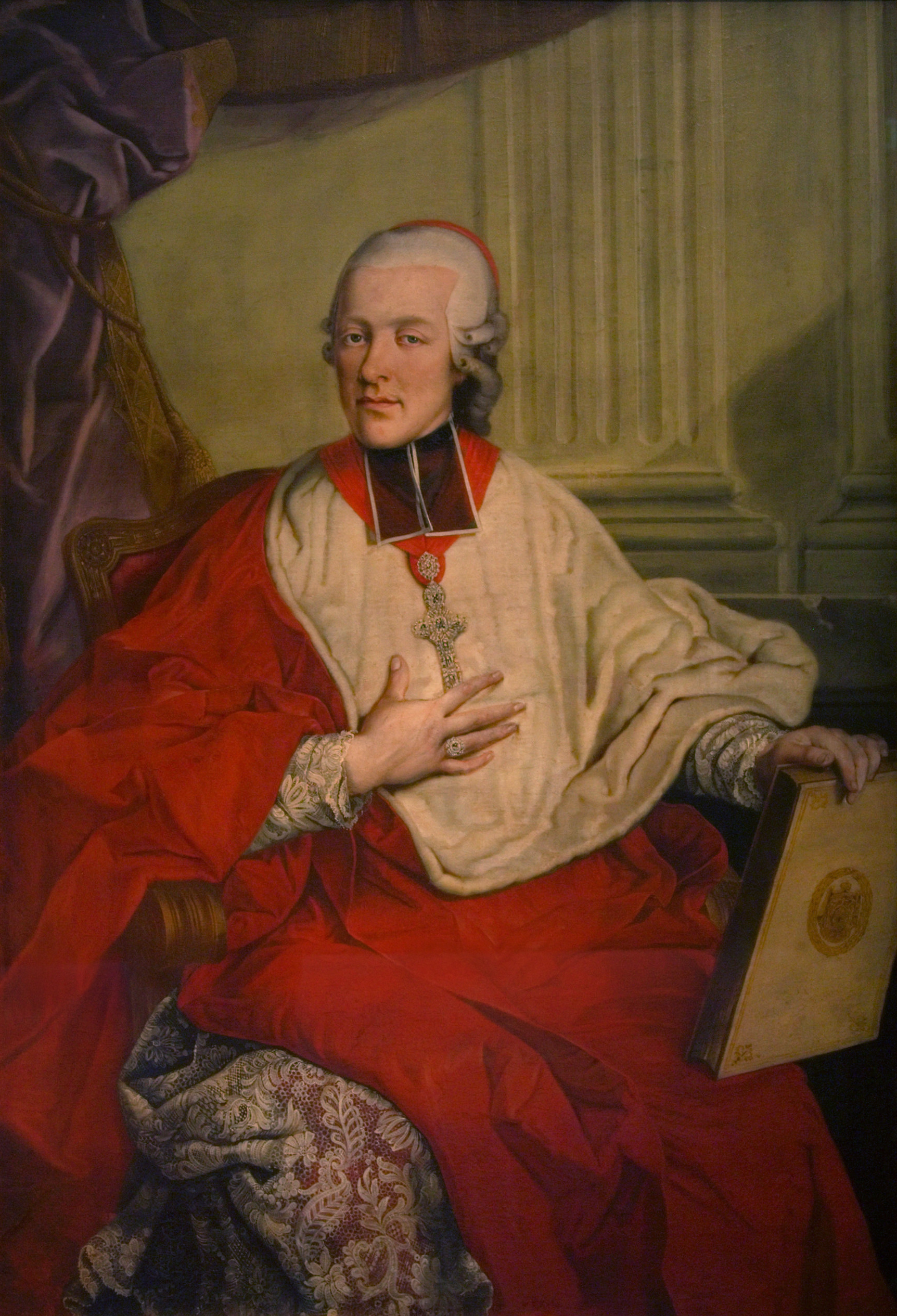
Le prince-archevêque Hieronymus von Colloredo portant le pourpre (portrait d'environ 1780).

La cathédrale Saint-Rupert dans sa forme actuelle en style baroque a été construite de 1614 à 1628, d'après les plans des architectes italiens Vincenzo Scamozzi et Santino Solari, sous le règne des archevêques Marcus Sitticus et Paris von Lodron, de même que le centre historique de la ville (aujourd'hui un site inscrit au patrimoine mondial en Autriche). Lodron, également nommé Pater patriae, a réussi à laisser son archevêché en dehors de la guerre de Trente Ans, qui avait dévasté plusieurs pays de l'Empire. Sous le règne de l'archevêque Maximilian Gandolph von Künburg à la fin du XVIIe siècle, Salzbourg était encore un centre de la chasse aux sorcières.
L'archevêque Andreas Jakob von Dietrichstein, régnant de 1747 à 1753 a reçu le titre de primas Germaniae de la part de l'empereur François Ier. Néanmoins, son fils, l'empereur Joseph II a limité le pouvoir des archevêques de Salzbourg en fondant le diocèse éphémère de Leoben en Haute-Styrie et en agrandissant les évêchés de Seckau et de Gurk. L'année 1803 marque la fin des règnes des princes-archevêques. Leur territoire en duché de Salzbourg passe sous la coupe du grand duc Ferdinand III de Toscane, puis en 1805 il est annexé avec l'ancienne prévôté de Berchtesgaden au nouveau empire d'Autriche. En 1810, il est rattaché au royaume de Bavière puis en 1816 (après le Congrès de Vienne) de nouveau réintégré à l'Autriche, alors que Berchtesgaden et les domaines sur la rive gauche de la rivière Salzach (Rupertiwinkel) restaient chez la Bavière.

## Légats apostoliques
Comme les archevêques de Cologne, d'Esztergom-Budapest, de Gniezno et de Prague, les métropolites de Salzbourg depuis 1179 portent le titre des legati nati dont la légation est liée à leur office. Cette expression marque l'étendue de leur autorité : ils sont l'équivalent du pape dans le territoire de Germanie dans lequel ils sont envoyés du Saint-Siège. Un vêtement dit « pourpre » est portée par les archevêques, un signe de leur dignité équivalent au pourpre réservé aux cardinaux.